# Uesslingen-Buch
Pour les articles homonymes, voir Buch.
Uesslingen-Buch est une commune suisse du canton de Thurgovie.

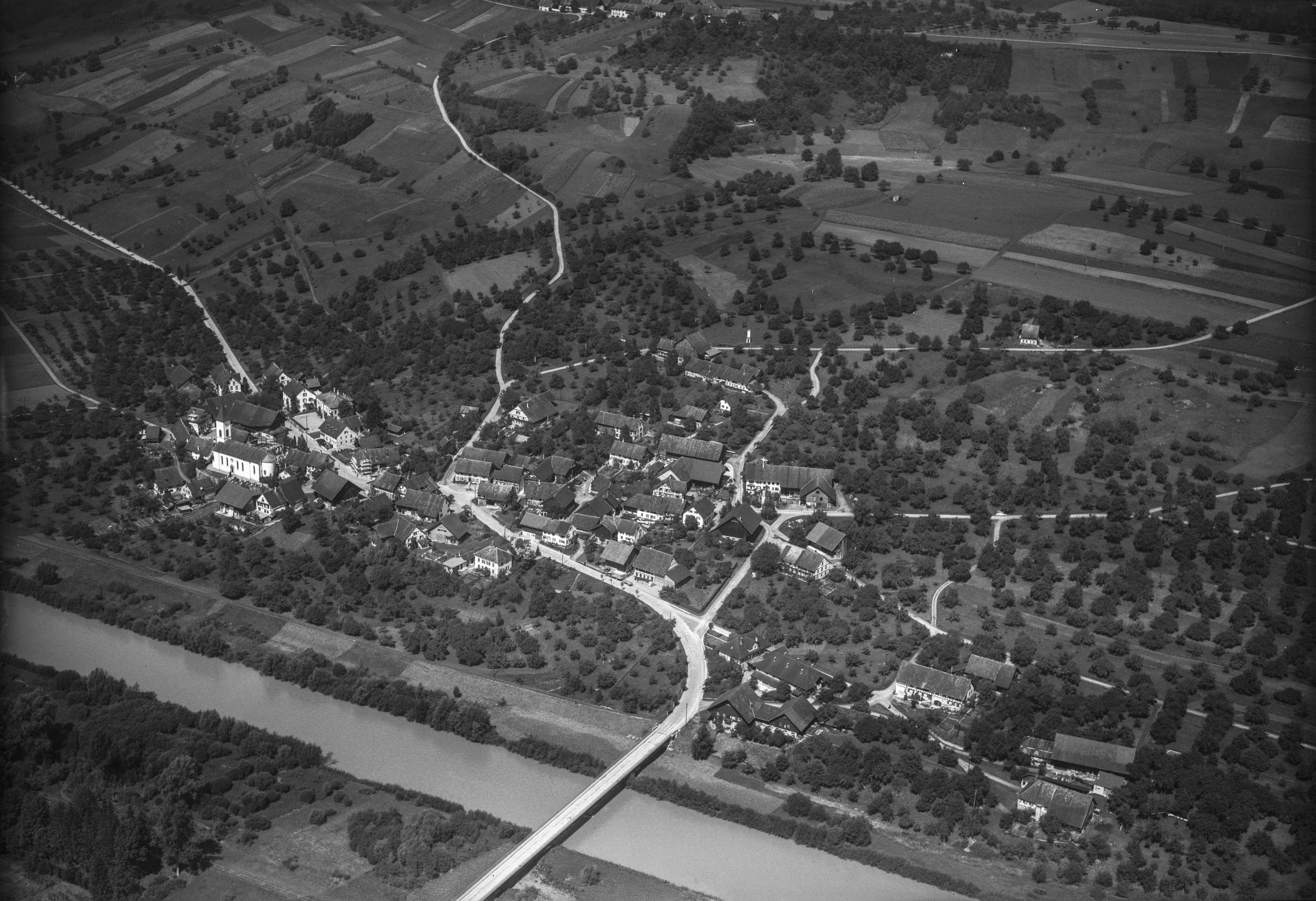
Photo aérienne (1948)